# Эшпанка, Флорбела
Флорбела Эшпанка (порт. Florbela Espanca,  8 декабря 1894, Вила-Висоза – 8 декабря 1930, Матозиньюш) – португальская поэтесса, переводчица с испанского и французского языков.

## Биография
Мать умерла в 1908, отец, вырастивший ребёнка, официально признал свою дочь лишь через 18 лет после её смерти. Начала писать стихи в раннем детстве. В 1913 вышла замуж (развелась с мужем в 1921), перенесла выкидыш. Первой из португальских женщин окончила Лиссабонский университет (юридический факультет). В 1922 снова вышла замуж, перенесла аборт, муж настоял на разводе. Начала испытывать симптомы душевного расстройства. В 1925 в третий раз вышла замуж. В авиакатастрофе потеряла любимого младшего брата.
В 1930 дважды пыталась совершить самоубийство и, наконец, покончила с собой в день рождения, приняв избыточную дозу веронала и не дождавшись выхода своей лучшей стихотворной книги (появилась в январе 1931).
Имелось предположение, что Фернандо Пессоа посвятил Флорбеле Эшпанке одно из своих стихотворений, но оно не подтвердилось. Это стихотворение было, действительно, посвящено Ф. Эшпанке, но оно принадлежит перу не Ф. Пессоа,  а Eliezer KAMENEZKI, книгу которого «Alma errante» («Заблудившаяся душа») Пессоа рецензировал.

## Книги
- Книга печалей / Livro de Mágoas (1919)
- Сестра Тоска / Sóror Saudade (1923)
- Равнина в цвету / Charneca em Flor (1931)
- Маски судьбы / As Máscaras do Destino (1931) проза
- Ранние произведения: неопубликованные стихи / Juvenília: versos inéditos (1931)

## Сводные издания
- Obras Completas de Florbela Espanca. Recolha, leitura e notas Rui Guedes; prefácio José Carlos Seabra Pereira; nota filológica de Luís Fagundes Duarte; actualizado do texto por Maria Teresa Moya Praça. 1.ª ed., Lisboa: Dom Quixote (8 vols. 1985-1986).

## Посмертная судьба
К настоящему времени несколькими изданиями вышло полное собрание стихотворений и сочинений поэтессы, изданы её дневник и переписка. В 1981 в родном городе Эшпанки учреждена литературная премия её имени. В 1994 было торжественно отпраздновано её столетие. В 2012 о ней снят биографический фильм Флорбела (в заглавной роли – Далила Карму), получившая за эту роль две крупнейшие португальские кинопремии).

## Переводы Ирины Фещенко-Скворцовой
- «Сонеты» // «Иностранная литература». – 2015. –  № 7. – Стр. 213-217. ISSN: 0130-6545 в переводе Ирины Фещенко-Скворцовой.
- Флорбела Эшпанка в Сетевой Словесности в  переводе Ирины Фещенко-Скворцовой.
- Флорбела Эшпанка. Сонеты // Лузитанская душа. Стихи португальских поэтов XV-XX веков (Сост. и переводчик Ирина Фещенко-Скворцова). – М.: Водолей, 2017. – Стр. 112-125.  ISBN 978-5-91763-368-8.